# Inga polita
Inga polita ist eine Baumart aus der Unterfamilie der 	Mimosengewächse (Mimosoideae). Sie ist in Mittel- und Südamerika beheimatet.

## Beschreibung
Inga polita ist ein bis zu 18 Meter hoher Baum mit grauer Rinde und korkwarzigen, dunkelbraunen Zweigen. Die kahlen Blätter sind ein- bis zweifach paarig gefiedert, die Blättchen eiförmig. Das äußerste Blättchenpaar ist 5,5 bis 20,6 Zentimeter lang und 2,1 bis 7,2, selten bis 10 Zentimeter breit.
Der Blattstiel ist im Querschnitt zylindrisch, selten schwach geflügelt, die Blattrhachis ist schwach geflügelt, zwischen jedem Blättchenpaar finden sich Drüsen. Die Nebenblätter sind 5 bis 10 Millimeter lang und hinfällig.
Die ein oder zwei doldenartigen Blütenstände entspringen den Blattachseln. Der Schaft ist 5 bis 10 Millimeter lang und feinflaumig behaart, die Rhachis 2 bis 3 Millimeter lang. Die Blüten sind weiß, die Staubfäden weiß, die Staubbeutel grünlich gelb. Die kahlen Früchte sind flach, 9 bis 10 Zentimeter lang und 1,9 bis 2 Zentimeter breit.

## Verbreitung
Inga polita kommt ausschließlich in der Neotropis vor. Dort ist sie vom Südosten Costa Ricas bis zur Pazifikküste Kolumbiens heimisch. Sie besiedelt Wälder im Tiefland wie der niedrigen montanen Stufe.

## Systematik und Botanische Geschichte
Die Art wurde 1936 von Ellsworth Paine Killip erstbeschrieben.

## Nachweise
- Anton Weber, Werner Huber, Anton Weissenhofer, Nelson Zamora, Georg Zimmermann: An Introductory Field Guide To The Flowering Plants Of The Golfo Dulce Rain Forests Costa Rica. In: Stapfia. Band 78, Linz 2001, S. 281, ISSN 0252-192X / ISBN 3-85474-072-7, zobodat.at [PDF]